# Misto Mame
Misto Mame (Argirocastro, 1921 – Tirana, 16 agosto 1942) è stato un partigiano albanese.
Fu coinvolto in una serie di azioni di guerriglia, come quella di bruciare un deposito militare di armi dell'Italia fascista a Tirana. 
Mame morì a 21 anni, in uno dei quartieri di Tirana che ancora oggi porta il suo nome, mentre combatteva contro i soldati fascisti italiani. 
Uno dei maggiori impianti di produzione del legno dell'Albania, fondato negli Anni Cinquanta, porta il suo nome.